# Győr-Moson-Sopron
Győr-Moson-Sopron é um condado (megye em húngaro) da Hungria. Sua capital é a cidade de Győr.